# 聖火降魔錄無雙
《聖火降魔錄無雙》（官方译为）是2017年發行的一款任天堂Switch、新任天堂3DS雙平台砍殺遊戲，由Team Ninja開發、光榮特庫摩遊戲發行。遊戲結合了《火焰之纹章系列》的角色和設定以及《無雙系列》的玩法與遊戲系統。
遊戲在2017年1月任天堂直面会上正式公布，同年9月在全球陸續發售。

## 外部連結
- （日語）日本官方網站 （页面存档备份，存于）
- （英文）美國官方網站 （页面存档备份，存于）